# Europees kampioenschap voetbal onder 16 - 1999 (kwalificatie)
Het kwalificatietoernooi voor het Europees kampioenschap voetbal onder 16 voor mannen was een toernooi dat duurde van 8 september 1998 tot en met 10 maart 1999. Dit toernooi zou bepalen welke 15 landen zich kwalificeerden voor het Europees kampioenschap voetbal mannen onder 16 van 1999.
Tsjechië hoefde niet aan dit toernooi mee te doen, omdat dit land als gastland direct gekwalificeerd is voor het hoofdtoernooi.

## Gekwalificeerde landen
| Land        | Gekwalificeerd als           | Aantal deelnames |
| ----------- | ---------------------------- | ---------------- |
| Tsjechië    | Gastland                     | 2e               |
| Portugal    | Winnaar kwalificatiegroep 1  | 14e              |
| Denemarken  | Winnaar kwalificatiegroep 2  | 9e               |
| Israël      | Winnaar kwalificatiegroep 3  | 6e               |
| Slowakije   | Winnaar kwalificatiegroep 4  | 4e               |
| Kroatië     | Winnaar kwalificatiegroep 5  | 3e               |
| Griekenland | Winnaar kwalificatiegroep 6  | 9e               |
| Engeland    | Winnaar kwalificatiegroep 7  | 6e               |
| Spanje      | Winnaar kwalificatiegroep 8  | 14e              |
| Hongarije   | Winnaar kwalificatiegroep 9  | 7e               |
| Duitsland   | Winnaar kwalificatiegroep 10 | 13e              |
| Finland     | Winnaar kwalificatiegroep 11 | 6e               |
| Polen       | Winnaar kwalificatiegroep 12 | 7e               |
| Zwitserland | Winnaar kwalificatiegroep 13 | 8e               |
| Zweden      | Winnaar kwalificatiegroep 14 | 8e               |
| Rusland     | Winnaar kwalificatiegroep 15 | 4e               |

## Kwalificatieronde

### Groep 1
De wedstrijden werden gespeeld tussen 2 en 6 maart 1999 in Ohrid, Macedonië.
| Pos | Team            | Wed | W | G | V | Ptn | DV | DT | +/− | Kwalificatie                      |   | POR | ITA | MKD | ALB |
| --- | --------------- | --- | - | - | - | --- | -- | -- | --- | --------------------------------- | - | --- | --- | --- | --- |
| 1   | Portugal        | 3   | 3 | 0 | 0 | 9   | 8  | 3  | +5  | Geplaatst voor het hoofdtoernooi. |   | —   | 1–0 | 3–2 | 4–1 |
| 2   | Italië          | 3   | 2 | 0 | 1 | 6   | 9  | 2  | +7  |                                   |   | —   | —   | 4–0 | 5–1 |
| 3   | Noord-Macedonië | 3   | 1 | 0 | 2 | 3   | 3  | 7  | −4  |                                   | — | —   | —   | 1–0 |     |
| 4   | Albanië         | 3   | 0 | 0 | 3 | 0   | 2  | 10 | −8  |                                   | — | —   | —   | —   |     |

### Groep 2
De wedstrijden werden gespeeld tussen 2 en 5 november 1998 in Maasmechelen, België.
| Pos | Team       | Wed | W | G | V | Ptn | DV | DT | +/− | Kwalificatie                      |   | DEN | BEL | ROU |
| --- | ---------- | --- | - | - | - | --- | -- | -- | --- | --------------------------------- | - | --- | --- | --- |
| 1   | Denemarken | 2   | 1 | 1 | 0 | 4   | 5  | 3  | +2  | Geplaatst voor het hoofdtoernooi. |   | —   | 3–1 | 2–2 |
| 2   | België     | 2   | 1 | 0 | 1 | 3   | 4  | 4  | 0   |                                   |   | —   | —   | 3–1 |
| 3   | Roemenië   | 2   | 0 | 1 | 1 | 1   | 3  | 5  | −2  |                                   | — | —   | —   |     |

### Groep 3
De wedstrijden werden gespeeld tussen 16 en 20 februari 1998 in Herzliya en Netanya, Israël.
| Pos | Team    | Wed | W | G | V | Ptn | DV | DT | +/− | Kwalificatie                      |   | ISR | TUR | IRL |
| --- | ------- | --- | - | - | - | --- | -- | -- | --- | --------------------------------- | - | --- | --- | --- |
| 1   | Israël  | 2   | 2 | 0 | 0 | 6   | 5  | 1  | +4  | Geplaatst voor het hoofdtoernooi. |   | —   | 2–1 | 3–0 |
| 2   | Turkije | 2   | 1 | 0 | 1 | 3   | 3  | 2  | +1  |                                   |   | —   | —   | 2–0 |
| 3   | Ierland | 2   | 0 | 0 | 2 | 0   | 0  | 5  | −5  |                                   | — | —   | —   |     |

### Groep 4
De wedstrijden werden gespeeld tussen 23 en 27 februari 1998 in Diekirch, Erpeldange en Ettelbruck, Luxemburg.
| Pos | Team                  | Wed | W | G | V | Ptn | DV | DT | +/− | Kwalificatie                      |   | SVK | LUX | BIH |
| --- | --------------------- | --- | - | - | - | --- | -- | -- | --- | --------------------------------- | - | --- | --- | --- |
| 1   | Slowakije             | 4   | 2 | 2 | 0 | 8   | 5  | 2  | +3  | Geplaatst voor het hoofdtoernooi. |   | —   | 2–1 | 3–1 |
| 2   | Luxemburg             | 2   | 1 | 0 | 1 | 3   | 3  | 3  | 0   |                                   |   | —   | —   | 2–1 |
| 3   | Bosnië en Herzegovina | 2   | 0 | 0 | 2 | 0   | 2  | 5  | −3  |                                   | — | —   | —   |     |

### Groep 5
De wedstrijden werden gespeeld tussen 21 en 25 september 1998 in Porec, Kroatië.
| Pos | Team       | Wed | W | G | V | Ptn | DV | DT | +/− | Kwalificatie                      |   | CRO | SLO | SMR |
| --- | ---------- | --- | - | - | - | --- | -- | -- | --- | --------------------------------- | - | --- | --- | --- |
| 1   | Kroatië    | 2   | 2 | 0 | 0 | 6   | 11 | 0  | +11 | Geplaatst voor het hoofdtoernooi. |   | —   | 3–0 | 8–0 |
| 2   | Slovenië   | 2   | 1 | 0 | 1 | 3   | 3  | 3  | 0   |                                   |   | —   | —   | 3–0 |
| 3   | San Marino | 2   | 0 | 0 | 2 | 0   | 0  | 11 | −11 |                                   | — | —   | —   |     |

### Groep 6
De wedstrijden werden gespeeld tussen 22 en 26 oktober in Saalfelden, Oostenrijk.
| Pos | Team         | Wed | W | G | V | Ptn | DV | DT | +/− | Kwalificatie                      |   | GRE | AUT | GEO | AZE |
| --- | ------------ | --- | - | - | - | --- | -- | -- | --- | --------------------------------- | - | --- | --- | --- | --- |
| 1   | Griekenland  | 3   | 1 | 2 | 0 | 5   | 3  | 0  | +3  | Geplaatst voor het hoofdtoernooi. |   | —   | 0–0 | 3–0 | 0–0 |
| 2   | Oostenrijk   | 3   | 1 | 2 | 0 | 5   | 3  | 1  | +2  |                                   |   | —   | —   | 2–0 | 1–1 |
| 3   | Georgië      | 3   | 1 | 0 | 2 | 3   | 1  | 5  | −4  |                                   | — | —   | —   | 1–0 |     |
| 4   | Azerbeidzjan | 3   | 0 | 2 | 1 | 2   | 1  | 2  | −1  |                                   | — | —   | —   | —   |     |

### Groep 7
De wedstrijden werden gespeeld tussen 22 en 26 februari 1999 in Paphos, Cyprus.
| Pos | Team     | Wed | W | G | V | Ptn | DV | DT | +/− | Kwalificatie                      |   | ENG | CYP | ARM |
| --- | -------- | --- | - | - | - | --- | -- | -- | --- | --------------------------------- | - | --- | --- | --- |
| 1   | Engeland | 2   | 2 | 0 | 0 | 6   | 4  | 1  | +3  | Geplaatst voor het hoofdtoernooi. |   | —   | 2–0 | 2–1 |
| 2   | Cyprus   | 2   | 1 | 0 | 1 | 3   | 5  | 3  | +2  |                                   |   | —   | —   | 5–1 |
| 3   | Armenië  | 2   | 0 | 0 | 2 | 0   | 2  | 7  | −5  |                                   | — | —   | —   |     |

### Groep 8
De wedstrijden werden gespeeld tussen 2 en 6 maart 1999 in Ta'Qali, Malta.
| Pos | Team      | Wed | W | G | V | Ptn | DV | DT | +/− | Kwalificatie                      |   | ESP | SCO | MLT |
| --- | --------- | --- | - | - | - | --- | -- | -- | --- | --------------------------------- | - | --- | --- | --- |
| 1   | Spanje    | 2   | 2 | 0 | 0 | 6   | 7  | 0  | +7  | Geplaatst voor het hoofdtoernooi. |   | —   | 1–0 | 0–0 |
| 2   | Schotland | 2   | 1 | 0 | 1 | 3   | 3  | 2  | +1  |                                   |   | —   | —   | 3–1 |
| 3   | Malta     | 2   | 0 | 0 | 2 | 0   | 1  | 9  | −8  |                                   | — | —   | —   |     |

### Groep 9
De wedstrijden werden gespeeld tussen 19 en 23 oktober 1998 in Boergas, Bulgarije.
| Pos | Team      | Wed | W | G | V | Ptn | DV | DT | +/− | Kwalificatie                      |   | HUN | BUL | MDA |
| --- | --------- | --- | - | - | - | --- | -- | -- | --- | --------------------------------- | - | --- | --- | --- |
| 1   | Hongarije | 2   | 1 | 1 | 0 | 4   | 4  | 2  | +2  | Geplaatst voor het hoofdtoernooi. |   | —   | 1–1 | 3–1 |
| 2   | Bulgarije | 2   | 1 | 1 | 0 | 4   | 4  | 2  | +2  |                                   |   | —   | —   | 3–1 |
| 3   | Moldavië  | 2   | 0 | 0 | 2 | 0   | 2  | 6  | −4  |                                   | — | —   | —   |     |

### Groep 10
De wedstrijden werden gespeeld tussen 8 oktober 1998 en 10 maart 1999.
| Pos | Team        | Wed | W | G | V | Ptn | DV | DT | +/− | Kwalificatie                      |     | GER | UKR | YUG |
| --- | ----------- | --- | - | - | - | --- | -- | -- | --- | --------------------------------- | --- | --- | --- | --- |
| 1   | Duitsland   | 4   | 2 | 2 | 0 | 8   | 6  | 2  | +4  | Geplaatst voor het hoofdtoernooi. |     | —   | 1–1 | 2–0 |
| 2   | Oekraïne    | 4   | 1 | 1 | 2 | 4   | 4  | 6  | −2  |                                   |     | 0–2 | —   | 1–0 |
| 3   | Joegoslavië | 4   | 1 | 1 | 2 | 4   | 4  | 6  | −2  |                                   | 1–1 | 3–2 | —   |     |

### Groep 11
De wedstrijden werden gespeeld tussen 8 en 12 september 1998 in Tórshavn, op de Faeröereilanden.
| Pos | Team      | Wed | W | G | V | Ptn | DV | DT | +/− | Kwalificatie                      |   | FIN | NOR | WAL | FAR |
| --- | --------- | --- | - | - | - | --- | -- | -- | --- | --------------------------------- | - | --- | --- | --- | --- |
| 1   | Finland   | 3   | 2 | 1 | 0 | 7   | 8  | 3  | +5  | Geplaatst voor het hoofdtoernooi. |   | —   | 3–2 | 1–1 | 4–0 |
| 2   | Noorwegen | 3   | 2 | 0 | 1 | 6   | 9  | 4  | +5  |                                   |   | —   | —   | 3–0 | 4–1 |
| 3   | Wales     | 3   | 1 | 1 | 1 | 4   | 5  | 4  | +1  |                                   | — | —   | —   | 4–0 |     |
| 4   | Faeröer   | 3   | 0 | 0 | 3 | 0   | 1  | 12 | −11 |                                   | — | —   | —   | —   |     |

### Groep 12
De wedstrijden werden gespeeld tussen 26 en 30 oktober 1998 in Lodz en Zgierc, Polen.
| Pos | Team          | Wed | W | G | V | Ptn | DV | DT | +/− | Kwalificatie                      |   | POL | NED | ISL | LIE |
| --- | ------------- | --- | - | - | - | --- | -- | -- | --- | --------------------------------- | - | --- | --- | --- | --- |
| 1   | Polen         | 3   | 2 | 1 | 0 | 7   | 4  | 2  | +2  | Geplaatst voor het hoofdtoernooi. |   | —   | 1–0 | 2–2 | 1–0 |
| 2   | Nederland     | 3   | 1 | 1 | 1 | 4   | 5  | 2  | +3  |                                   |   | —   | —   | 0–0 | 5–1 |
| 3   | IJsland       | 3   | 0 | 3 | 0 | 3   | 3  | 3  | 0   |                                   | — | —   | —   | 1–1 |     |
| 4   | Liechtenstein | 3   | 0 | 1 | 2 | 1   | 2  | 7  | −5  |                                   | — | —   | —   | —   |     |

### Groep 13
De wedstrijden werden gespeeld tussen 7 oktober en 3 december 1998.
| Pos | Team          | Wed | W | G | V | Ptn | DV | DT | +/− | Kwalificatie                      |     | SUI | FRA | NIR |
| --- | ------------- | --- | - | - | - | --- | -- | -- | --- | --------------------------------- | --- | --- | --- | --- |
| 1   | Zwitserland   | 4   | 1 | 3 | 0 | 6   | 5  | 4  | +1  | Geplaatst voor het hoofdtoernooi. |     | —   | 3–3 | 1–0 |
| 2   | Frankrijk     | 4   | 1 | 2 | 1 | 5   | 5  | 4  | +1  |                                   |     | 0–0 | —   | 2–0 |
| 3   | Noord-Ierland | 4   | 1 | 1 | 2 | 4   | 2  | 4  | −2  |                                   | 1–1 | 1–0 | —   |     |

### Groep 14
De wedstrijden werden gespeeld tussen 5 en 9 oktober 1998 in Säffle, Deje en Alvika, Zweden.
| Pos | Team        | Wed | W | G | V | Ptn | DV | DT | +/− | Kwalificatie                      |   | SWE | BLR | LAT |
| --- | ----------- | --- | - | - | - | --- | -- | -- | --- | --------------------------------- | - | --- | --- | --- |
| 1   | Zweden      | 2   | 2 | 0 | 0 | 6   | 9  | 2  | +7  | Geplaatst voor het hoofdtoernooi. |   | —   | 5–2 | 4–0 |
| 2   | Wit-Rusland | 2   | 0 | 1 | 1 | 1   | 3  | 6  | −3  |                                   |   | —   | —   | 1–1 |
| 3   | Letland     | 2   | 0 | 1 | 1 | 1   | 1  | 5  | −4  |                                   | — | —   | —   |     |

### Groep 15
De wedstrijden werden gespeeld tussen 28 september en 2 oktober 1998 in Tallinn, Estland.
| Pos | Team     | Wed | W | G | V | Ptn | DV | DT | +/− | Kwalificatie                      |   | RUS | LTU | EST |
| --- | -------- | --- | - | - | - | --- | -- | -- | --- | --------------------------------- | - | --- | --- | --- |
| 1   | Rusland  | 2   | 2 | 0 | 0 | 6   | 4  | 1  | +3  | Geplaatst voor het hoofdtoernooi. |   | —   | 3–1 | 1–0 |
| 2   | Litouwen | 2   | 1 | 0 | 1 | 3   | 4  | 3  | +1  |                                   |   | —   | —   | 3–0 |
| 3   | Estland  | 2   | 0 | 0 | 2 | 0   | 0  | 4  | −4  |                                   | — | —   | —   |     |

Jeugd-EK's: onder 21 · onder 19       Jeugd-WK's: onder 20 · onder 17